# Paw Paw (West Virginia)
Paw Paw is een plaats (town) in de Amerikaanse staat West Virginia, en valt bestuurlijk gezien onder Morgan County.

## Demografie
Bij de volkstelling in 2000 werd het aantal inwoners vastgesteld op 524.
In 2006 is het aantal inwoners door het United States Census Bureau geschat op 506, een daling van 18 (-3,4%).

## Geografie
Volgens het United States Census Bureau beslaat de plaats een oppervlakte van
1,4 km², geheel bestaande uit land. Paw Paw ligt op ongeveer 185 m boven zeeniveau.

## Plaatsen in de nabije omgeving
De onderstaande figuur toont nabijgelegen plaatsen in een straal van 32 km rond Paw Paw.